# Margaretha de l'Aigle
Margaretha de l'Aigle (1104 — 25 mei 1141) was als echtgenote van García IV van Navarra koningin van Navarra.
Margaretha was een dochter van Gilbert de l'Aigle en Juliette du Perche, en trouwde op 21 november 1130 in Lorca met García IV van Navarra, hun kinderen waren:
Margaretha van Navarra (1128-1183), in 1150 gehuwd met Willem I van Sicilië (1120-1166)
Sancho VI (1132-1194)
Blanca van Navarra (na 1133-1156), in 1151 gehuwd met Sancho III van Castilië (1134-1158)